# Eija Kantola
Eija-Riitta Kantola (Pori, 6 marzo 1966) è una cantante finlandese.

## Biografia
Eija Kantola è salita alla ribalta nel 1992 con la sua incoronazione a regina al festival del tango finlandese Seinäjoen Tangomarkkinat. Nel 1994 ha vinto la competizione musicale Syksyn sävel con il brano Yön hiljaisuus; l'omonimo album è stato certificato disco d'oro con oltre 20 000 copie vendute a livello nazionale. Nel 1996 ha partecipato al programma di selezione del rappresentante all'Eurovision Song Contest cantando Rakkauden kirja e piazzandosi al secondo posto.
Nel 1997 ha fatto il suo primo ingresso nella classifica finlandese con l'album Katseet, che ha raggiunto la 33ª posizione ed è stato certificato disco d'oro; l'album Sata suudelmaa, uscito l'anno successivo, ha debuttato al 29º posto e ha regalato alla cantante il suo terzo disco d'oro. Eija Kantola ha ottenuto il piazzamento in classifica migliore della sua carriera con il suo quattordicesimo album, Kadonneet laulut, che nel 2016 ha raggiunto la 28ª posizione.

## Discografia

### Album
- 1988 - Samppanjaruusu
- 1992 - Kiitos tästä vuodesta
- 1993 - Ilmaan noussut oon
- 1994 - Yössä sielujen
- 1994 - Yön hiljaisuus
- 1995 - Tänään
- 1997 - Katseet
- 1998 - Sata suudelmaa
- 2000 - Kylmä kuuma ja kaunis
- 2002 - Hyppy tuntemattomaan
- 2005 - Legendaa
- 2008 - Käärmetanssi
- 2012 - Peili
- 2016 - Kadonneet laulut

### Raccolte
- 1995 - Parhaat
- 1997 - Parhaat 20 suosikkisävelmää
- 2001 - Parhaat - 40 hittiä
- 2012 - Yön kuningatar (Kaikkien aikojen parhaat)

### Singoli
- 1988 - Ranskalaiset korot
- 1988 - Samppanjaruusu/Se heinäkuu
- 1992 - Ainoa oikea
- 1995 - Serkkupoika/Tänään
- 1995 - Serkkupoika/Sinä minä taivas kuu ja tähdet
- 1995 - Sinä minä taivas kuu ja tähdet/Mä katseen luon
- 1996 - Enkelikello
- 1996 - Rakkauden kirja/Tuuleen
- 1997 - Jäätyneet kyyneleet
- 1997 - Lontoo
- 1997 - Kurkiaurat
- 1997 - Tähtiyö
- 1998 - Sata Suudelmaa/Se on rakkautta vain
- 1998 - Ole se jota hain
- 1998 - Aha aha
- 1999 - Ei meitä estää nyt voi (con Markus Lampela)
- 2000 - Kylmä, kuuma ja kaunis
- 2000 - Romantiikan raunioilla/Juanita ja Mario
- 2000 - Nea
- 2001 - Perhoskesä/Yön hiljaisuus
- 2002 - Hyppy tuntemattomaan
- 2002 - Puolet minua
- 2004 - Kuvittelen yön
- 2005 - Taas joulu on
- 2005 - Legendaa
- 2005 - Kuka
- 2005 - Syksyn sateeseen
- 2007 - Auta mua
- 2007 - Joululahja
- 2008 - Käärmetanssi
- 2008 - Kissananinen
- 2009 - Kaksi muuttuu yhdeksi
- 2009 - Valvotko vuokseni
- 2010 - Sano
- 2011 - Kosketus
- 2011 - Aamu kaiken ymmärtää (con Sami Hintsanen)
- 2012 - Antero ja Paha-Anne
- 2013 - Arjen kauneuteen
- 2015 - Idän ja lännen tiet
- 2015 - Vesipisaroiden laulu
- 2015 - Rakkauden leikki
- 2016 - Sade
- 2016 - Pikku lurjus
- 2017 - Kuuntele mua mademoiselle
- 2018 - Just sinä
- 2019 - Soittaja
- 2019 - Jos vielä oot vapaa